# Martin Breg
Martin Breg (205 m. i. J.) ist der Hausberg des kroatischen Städtchens Dugo Selo im nördlichen Teil Kroatiens, ungefähr 20 km östlich des Stadtzentrums von Zagreb.
Der Berg wurde nach der St. Martins-Kirche benannt, deren Mauerreste noch immer auf der Anhöhe Prozorje zu finden sind. Der Martin Breg gilt als beliebtes Ausflugsziel in der Region.